# Montanoceratops
Montanoceratops ("Rohatá tvář z Montany") byl rod menšího ptakopánvého býložravce z čeledi Leptoceratopsidae, představující vývojovou linii rohatých dinosaurů. Žil na území Severní Ameriky v období pozdní svrchní křídy (geologický stupeň maastricht, asi před 70 miliony let). Tento rod byl dlouho (od roku 1916 do roku 1951) popisován jako zástupce příbuzného rodu Leptoceratops. Původní fosilní materiál, objevený v Montaně (odtud název), byl velmi nekompletní. Kompletnější jedinec byl pak objeven až roku 1998. Foslie tohotro rodu již byly objeveny ve třech různých geologických souvrstvích - souvrství St. Mary River, dále souvrství Horseshoe Canyon a patrně i souvrství Willow Creek.

## Popis
Tento dinosaurus byl menší, asi 2,5 až 3 metry dlouhý a kolem 170 kg vážící býložravec. Jiný odhad hmotnosti z roku 2020 udává hodnotu 186 až 188 kilogramů.  Podle názoru paleontologa Roberta T. Bakkera měl tento ceratops velmi vysoký a flexibilní ocas, který umožňoval efektivní signalizační funkci. Pokud byl například pestře zbarven, mohl sloužit k účelům intimidace (zastrašování soků), vábení sexuálních partnerů apod.